# Stazione di Fürth Centrale
La stazione di Fürth Centrale (in tedesco Fürth (Bay) Hbf) è la principale stazione ferroviaria della città tedesca di Fürth.
Essa si trova alla confluenza delle linee principali Norimberga-Bamberga e Norimberga-Würzburg, ed è punto d'origine della linea locale per Cadolzburg e della linea di cintura merci di Norimberga.

## Storia
La stazione di Fürth venne attivata nel 1862 contemporaneamente alla tratta da Norimberga a Fürth della linea per Würzburg; rimase capolinea provvisorio fino al 1865, quando fu attivata la tratta da Fürth a Rottendorf che completava la linea.

## Strutture e impianti
Il fabbricato viaggiatori fu progettato in stile neoromanico da Eduard Rüber, architetto delle ferrovie reali bavaresi, e ampliato intorno al 1900 con l'aggiunta di un avancorpo.

## Interscambi
- Fermata metropolitana (Fürth Hauptbahnhof, linea U1)[3]
- Fermata autobus[3]

### Esplicative
1. ↑  Abbreviazione di Fürth (Bayern) Hauptbahnhof, letteralmente "Fürth (Baviera) stazione principale".

### Bibliografiche
1. ↑  (DE) Hans Schweers, Henning Wall e Thomas Würdig (a cura di), Eisenbahnatlas Deutschland, Colonia, Schweers und Wall, 2009,  p. 162, ISBN 978-3-89494-139-0.
2. 1 2  Berger (1988), p. 26.
3. 1 2  (DE) Liniennetz Nürnberg-Fürth-Stein, su vgn.de.